# Zdzieszowice
Zdzieszowice (udtale: [zd͡ʑɛʂɔˈvit͡sɛ]; tysk: Deschowitz, 1936–1945: Odertal O.S.; schlesisk: Źdźyszowicy)   er en by  i den sydøstlige  del af voivodskabet Opole  i det sydlige Polen.  Byen  har 10.380(2021) indbyggere og et areal på 12,35   km².  Den  er en del af  powiatet (amt) Krapkowice.

## Geografi
Byen ligger i Øvre Schlesien på højre bred af  Oder mellem Kędzierzyn-Koźle og Krapkowice.  Den ligger 15 kilometer sydøst for distriktsbyen Krapkowice (Krappitz) og 38 kilometer sydøst for voivodskabets hovedstad Opole (Oppeln). Stedet ligger i Nizina Śląska (Schlesiske lavland) inden for Kotlina Raciborska (Ratibor-bassinet) mod Chełm (Chelm). Nordøst for byen ligger det beskyttede landskabsområde Park Krajobrazowy Góra Świętej Anny.
Den syntetiske oliefabrik hos "Schaffgotsch Benzin GmbH i Deschowitz-Beuthen, Odertal (Odre Schlesien)" begyndte produktionen i 1939

## Galleri
- Jernbanestation
- Sankt Anton kirken
- Rådhus
- Oder ved Zdzieszowice